# Ölandsstenkrypare
Ölandsstenkrypare (Lithobius lucifugus) är en mångfotingart som beskrevs av Ludwig Carl Christian Koch 1862. Ölandsstenkrypare ingår i släktet Lithobius och familjen stenkrypare. Enligt den svenska rödlistan är arten nära hotad i Sverige. Arten förekommer på Gotland och Öland. Artens livsmiljö är jordbrukslandskap. Inga underarter finns listade i Catalogue of Life.
Arten når en längd av 20 till 30 mm. Den kännetecknas av 15 par ben och den har kraftiga käkar.
Exemplaren är nattaktiva och snabba. De jagar insekter och dödar de med ett giftigt bett. Arten lever i låglandet och i Centraleuropa även i Alperna. Den föredrar fuktiga ställen och den gömmer sig lövskiktet och i träbitar som smulas sönder.